# Jan Niemiec (kajakarz)
Jan Niemiec (ur. 24 czerwca 1941, zm. 14 września 2017 w Wołominie) – polski kajakarz górski, medalista mistrzostw świata, wielokrotny mistrz Polski.

## Życiorys
Od 1954 był zawodnikiem Startu Nowy Sącz, jego trenerem był Marian Nowak. W 1956 zdobył mistrzostwo Polski juniorów w slalomie kajakowym w konkurencji F-1 (kajaków składanych). Łącznie w latach 1956-1959 zdobył w zjeździe i slalomie kajakowym w konkurencji F-1 pięć tytułów mistrza Polski juniorów. Mistrzem Polski juniorów był także w kajakarstwie płaskim, w 1959 na dystansie 500 metrów w K-1.
Jego największym sukcesem seniorskim był brązowy medal mistrzostw świata w 1961, gdzie w konkurencji slalom F-1 x 3 zdobył brązowy medal (z Eugeniuszem Kapłaniakiem i Władysławem Piecykiem). Na tych samych zawodach indywidualnie zajął 17. miejsce w konkurencji K-1. Ponadto na mistrzostwach świata w 1965 zajął 22. miejsce w konkurencji K-1 (w konkurencji K-1 x 3 polski zespół nie stanął na starcie z powodu uszkodzenia sprzętu), a w 1967 20. miejsce w konkurencji K-1 i 6. miejsce w konkurencji K-1 x 3.  Z występu na mistrzostwach świata w 1969 wykluczyła go rezygnacja ze startu reprezentacji Polski. Podczas mistrzostw świata w zjeździe kajakowym zajmował miejsca: 15. w K-1 w 1961, 9. w K-1 x 3 i 18. w K-1 w 1967. 
Podczas górskich mistrzostw Polski wywalczył trzy złote medale: jeden w 1961 w F-1 (kombinacja (wyścig długodystansowy + slalom)), dwa w 1962 w F-1 (wyścig długodystansowy i kombinacja). Podczas mistrzostw Polski w slalomie kajakowym zwyciężył indywidualnie w 1960, 1961 oraz 1965, złoty medal w slalomie kajakowym K-1 x 3 zdobył w 1967. Karierę sportową zakończył w 1969.
Kajakarstwo uprawiali także jego bracia, Mieczysław i Tadeusz. Razem z nimi zajmował się budową kajaków składaków, na których pływał w zawodach sportowych.
Z zawodu był technikiem budowlanym W połowie lat 60. zamieszkał w Rybniku, w późniejszym okresie przeprowadził się na Mazowsze, gdzie zmarł.